# Il Dottor Djembè
Il Dottor Djembè (titolo completo Il Dottor Djembè, via dal solito tam tam) è stata una trasmissione radiofonica in onda su Rai Radio 3 dal 2006 al 2012 condotta da David Riondino, Stefano Bollani e Mirko Guerrini. La trasmissione era curata da Monica Nonno.
Tutte le puntate sono state registrate nello Studio C della sede Rai della Toscana a Firenze. Sono state realizzate alcune puntate dal vivo in varie località italiane.